# Памятник геноциду армян в Баралети
Мемориальный комплекс в селе Баралети — памятник, посвящённый памяти жертв Геноцида армян 1915 года, установленный в селе Баралети Ахалкалакского муниципалитета Грузии. Комплекс был построен по инициативе местного жителя Вагаршака Беруджаняна и его единомышленников. Работы по установке начались в 1984 году, а официальное открытие состоялось 24 апреля 1988 года.
Памятник расположен на склоне горы Паакасари (также известной как Сагарауло). Местные жители называют его «Цицернакабердом Джавахка» — по аналогии с ереванским мемориалом Цицернакаберд. Комплекс стал важным символом памяти для армянской общины региона и считается вторым по значимости после ереванского.

## История
Монумент был собран в Армении и с трудом перевезён в Грузию. Детали — хачкары, металлические элементы и декоративные панели — поднимались на склон как с помощью техники, так и вручную. На скалистом камне выгравирована стилизованная композиция, напоминающая ереванский Цицернакаберд, а на вершине установлен хачкар. В строительстве активно участвовали жители села.

### Современное значение
С момента открытия мемориал стал местом ежегодного паломничества. Ежегодно 24 апреля здесь проходит церемония памяти с факельным шествием от церкви до памятника, в которой участвуют более 2000 человек. Особенно масштабно была отмечена 90-я годовщина Геноцида армян в 2005 году.